# Stadbroekermolen
De Stadbroekermolen, ook wel Molen van Roufs genaamd, is gelegen in de gelijknamige wijk Stadbroek in Sittard, gemeente Sittard-Geleen. De molen is een turbinemolen en is gesitueerd op de rechter oever van de Molenbeek die dwars door het centrum van Sittard loopt en een aftakking is van de Geleenbeek.

## Historie
Op 12 juli 1582 gaf hertog Willem van Gulik een vergunning af aan Dirk Jehw, rentmeester van Born, en Sibert Redinghoven, secretaris van de Gulikse rekenkamer, voor de bouw van de tweede watermolen aan de Molenbeek te Sittard. Een jaar later werd deze molen in bedrijf genomen als schors- en slijpmolen.
De molen werd ver buiten de stad gebouwd vlak bij de Swynsweide (huidige Schwienswei) vanwege de stankoverlast die gepaard ging met het malen van de eikenschors, die werd verwerkt door de Sittardse leerlooiers. Het malen van graan bleef door het molenbanrecht voorbehouden aan de eerste molen, de Sittardermolen. In 1699 diende de Stadbroekermolen ook als oliemolen en later, na de opheffing van het banrecht in de Franse tijd, tevens als graanmolen. Graaf Guillaume De l’Eau van de Franse Prefectuur verwierf in 1801 de vergunning om de slijpmolen op eigen kosten om te bouwen.

## Molenaars Roufs
Dit omvangrijke molencomplex is in de geschiedenis eigendom geweest van meerdere molenaars. Na De l’Eau werd Jan Baptist Strijbos de eigenaar en na diens overlijden in 1814 verpachtte zijn weduwe de molen. In 1837 werd Edmond Francken de nieuwe eigenaar. De molenaarsfamilie Roufs uit Echt in de persoon van Jan Peter Roufs, kreeg de molen in 1846 na een openbare verkoop in eigendom. Zijn opvolger was zijn zoon Joseph Roufs, gevolgd door diens zoon Joseph Andries Roufs. De familie Roufs heeft aldus de molen meer dan een eeuw gebruikt voor het malen van graan en het verhandelen van tarwe en roggemeel door geheel Zuid-Limburg, België en Duitsland.
In het jaar 1907 kreeg familie Roufs toestemming van het provinciaal bestuur om het waterrad te vervangen voor een turbine met maalinrichting, geleverd door de firma Schneider, Jacquet & Cie te Königshofen bij Straatsburg.
In 1955 verkocht Roufs, mede door het ontbreken van een opvolger, het molencomplex aan de gemeente Sittard. Het verouderde molengebouw bleef zonder bestemming en de molen bleef voor langere tijd buiten bedrijf en raakte geheel in verval.

## Restauratie
In 1990 besloot de gemeente Sittard, mede door de inzet van kunstenaar Guus Roebroek, tot restauratie van dit unieke complex en de molen weer als vanouds, inclusief waterkundige aandrijvingen op te bouwen en weer maalvaardig te maken.
In 2006 werd de Stadbroekermolen ingericht als culinair zalen- en partycentrum. In het molenhuis is een winkel voor streekproducten gevestigd. Bij de molen bevindt zich nog een Oud-Hollandse tuin.